# Iglesia de San Andrés (Valvieja)
La iglesia de San Andrés de Valvieja (hoy municipio de Ayllón), en la provincia de Segovia, es uno de los templos más sorprendentes de la comarca. El aspecto austero de su arquitectura, fechable en el siglo XVI, contrasta con la variedad y calidad de los retablos que conserva. Destaca el retablo mayor, de estilo clasicista y construido en cinco calles por Nicolás de Pierres, a finales de ese mismo siglo.

## Arquitectura exterior
La iglesia es de dos naves, rematándose la principal con cabecera cuadrangular. En el lado sur se adosaron la torre y el porche de madera sobre columnas de piedra. La torre es de dos cuerpos separados por imposta. En el superior se abren sencillos arcos de medio punto para albergar las campanas.

## Interior
La entrada al templo se hace a través de una portada de gusto clasicista con arco de medio punto enmarcado por medias columnas acanaladas que sostienen un entablamento sobre el que se abre una hornacina con la imagen en piedra de San Andrés. Ya dentro, a los pies de la nave sur se abre la puerta que da acceso a la escalera de madera que sube a la torre. En el otro extremo se halla la pila bautismal, de estilo románico. El retablo frontal es del primer cuarto del siglo XVII organizado en tres calles separadas por columnas acanaladas en espiral. En la hornacina del cuerpo inferior se dispone un Cristo crucificado flanqueado por San Isidro y San Sebastián. En el segundo cuerpo se disponen los relieves en madera de San Antón, San Miguel Arcángel y San Blas. En el remate, otro relieve con la escena de la Anunciación. Dos grandes arcos rebajados sobre columnas dan paso a la nave principal, en la que se levanta el coro a los pies. Tiene forma de L y conserva el órgano en su lado corto. Se cubre la nave con un magnífico artesonado mudéjar. 

## Retablos
Junto al coro se levanta un retablo barroco con un gran lienzo, con la escena del Descendimiento. En ese mismo lado, dentro de un Arco ciego, se alza otro buen retablo de tres calles, que quizás sea ese retablo colateral que doró y pintó Tomás de Oliva en la segunda mitad del siglo XVII. Es de tres calles separadas por columnas acanaladas en espiral. En la calle central se abre una hornacina con el Niño de la bola. Encima San Blas y, en el remate, Santa Ana con la Virgen niña. En las tablas laterales se disponen relieves con Santa Catalina de Alejandría, Santa Águeda, Santa Lucía y Santa Rita de Casia, todas sosteniendo la palma de mártir. El arco triunfal es rebajado y la cabecera, más alta que las naves, se cubre con bóveda de arista.

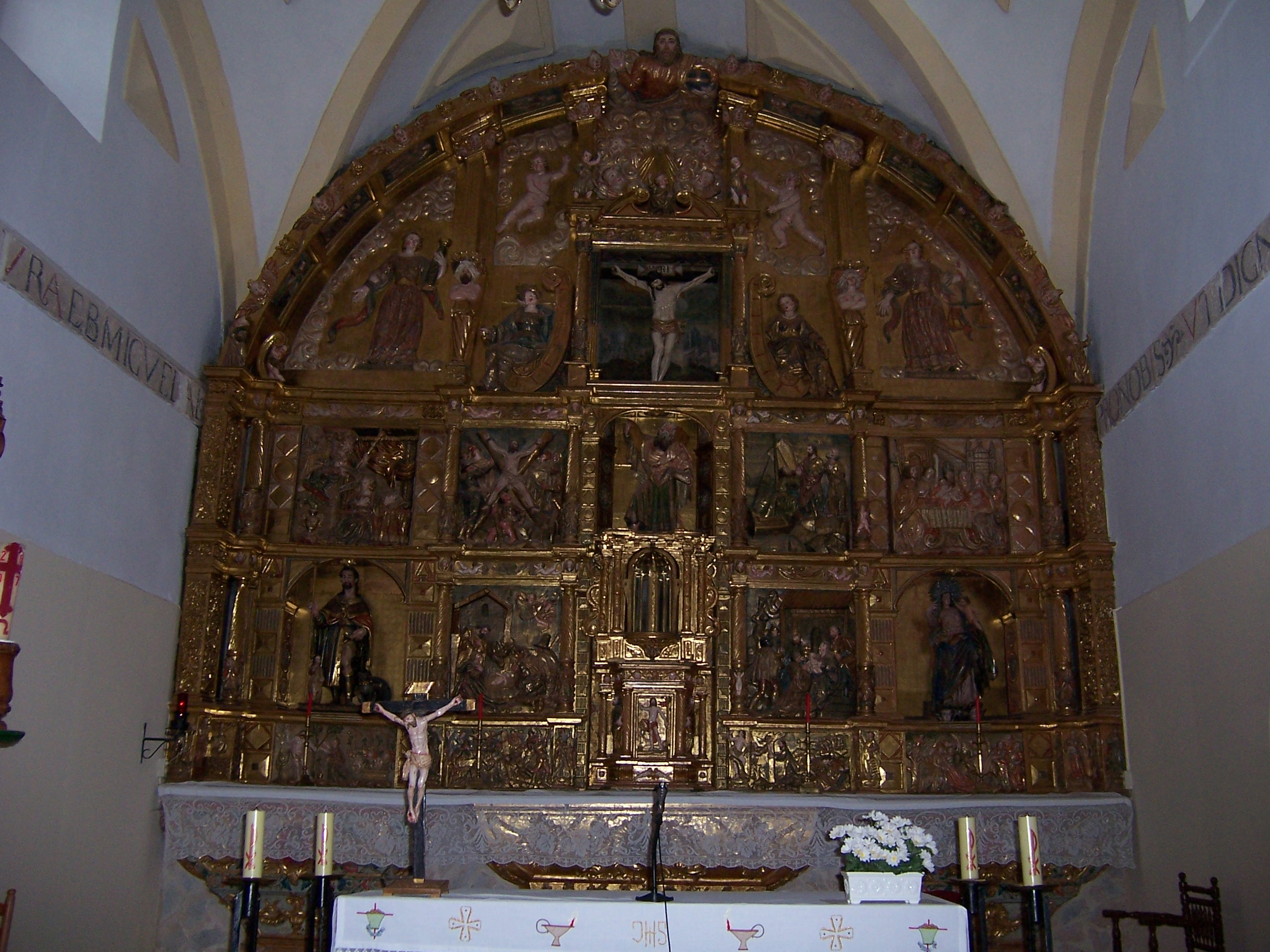
Retablo Mayor.

### El Retablo Mayor
El retablo mayor es el mejor exponente del estilo clasicista de toda la comarca. Fue ensamblado por Nicolás de Pierres, hijo de Pierres de la Chapela, antes de finalizar el siglo XVI, pues un documento cuenta que en 1.601 ya estaba terminado. Consta de cinco calles separadas por columnas acanaladas en espiral rematadas por capiteles jónicos. Todos los retablos y especialmente el Retablo Mayor fueron restaurados cuidadosamente hace cuatro años.

## Ornamentación
La decoración con bajorrelieves es desbordante y ocupa todos los espacios posibles. por lo que enumeraremos sólo los elementos principales. En la calle central se dispone el sagrario con el Resucitado en la puerta, el expositor giratorio, la hornacina con la imagen del santo titular, un Cristo crucificado y la Santísima Trinidad. En las calles laterales interiores aparecen bajorrelieves con el Nacimiento, la Adoración de los Reyes Magos, la llamada de Jesús a San Andrés y San Pedro y la crucifixión de San Andrés. En las exteriores, se abren dos hornacinas con las tallas de San Roque y la Virgen con el Niño y, sobre ellas, los relieves con las escenas de la Anunciación y la Circuncisión. En el remate aparecen cuatro figuras femeninas, alegorías de la Prudencia y la Justicia.

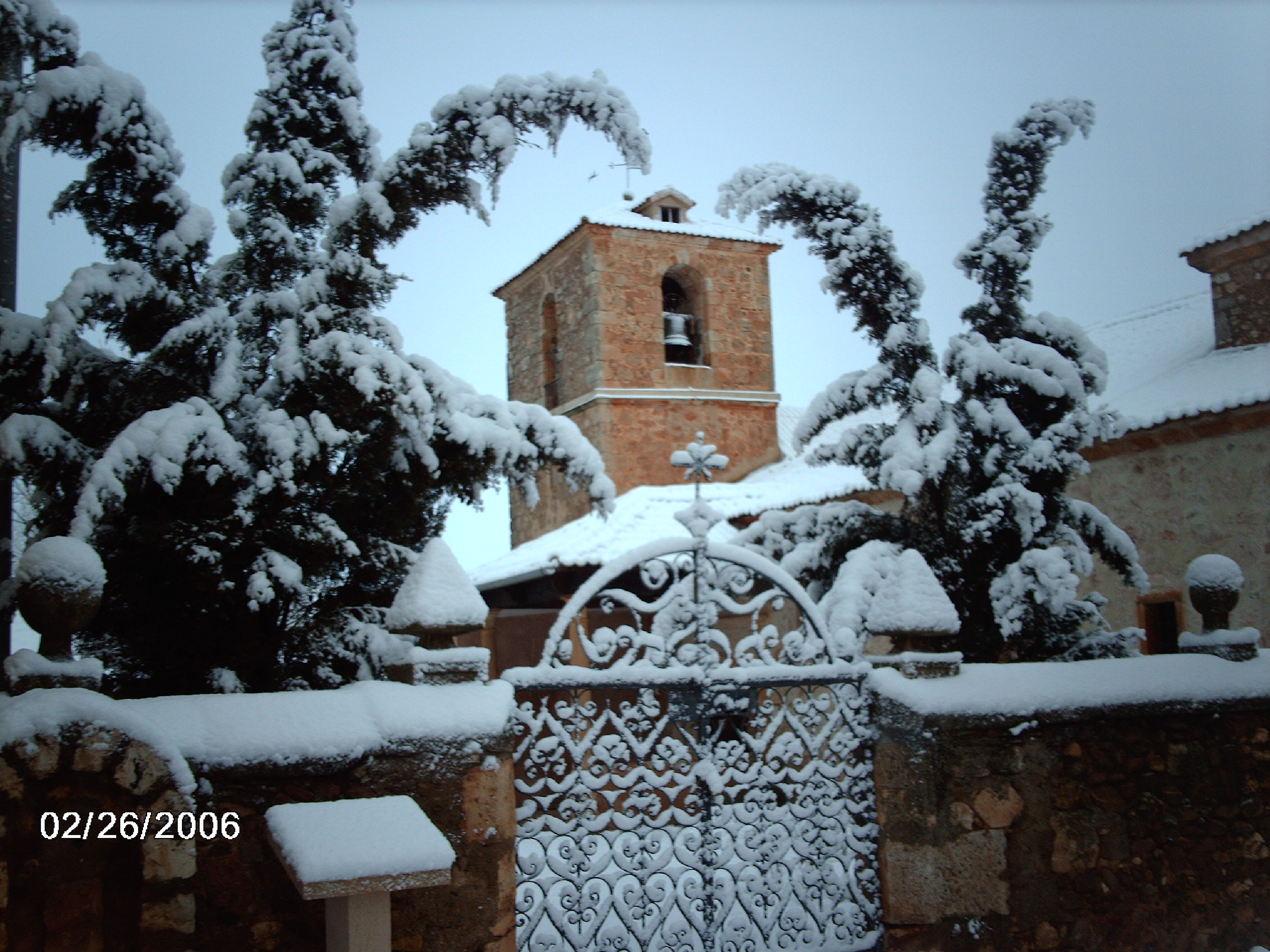
La iglesia tras una intensa nevada.

## Patio exterior
La entrada a la Iglesia se hace desde la esquina de la calle Real con la calle Cantarranas. Un muro de piedra de metro y medio de altura separa el jardín de la Iglesia de la carretera. Se accede al jardín a través e una puerta metálica, sobre la cual es tradición colocar un arco realizado con ramas y flores para los días de las fiestas del pueblo. Este arco suele tener unos 5 metros de altura. 
El jardín se atraviesa por un camino de piedra de un par de metros de ancho, recorrido a lo largo de sus laterales por flores y plantas decorativas. En el césped del jardín, a cada uno de los lados de la puerta, crecen dos pinos de unos 8 metros de altura. Una gran Cruz de piedra y algunas plantas más completan la decoración de este patio hasta acceder al pórtico de entrada.

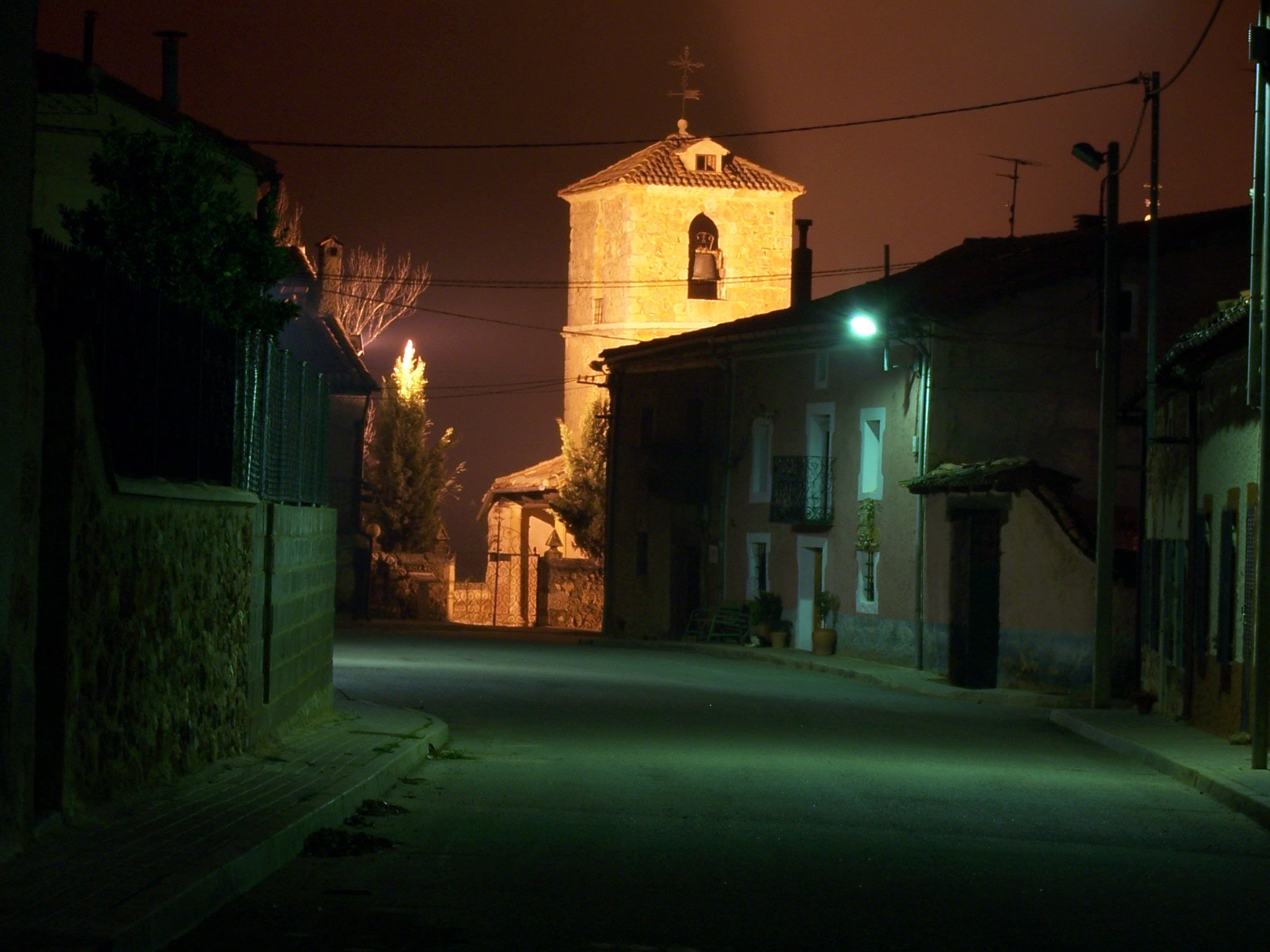
Iluminación nocturna instalada en 2005.

## El cementerio
El actual cementerio de Valvieja se encuentra a las afueras del pueblo, a medio kilómetro saliendo por la carretera de Ribota. Es bastante moderno, y la mayoría de los panteones se encuentran en muy buen estado. Sin embargo, antiguamente se utilizaba un pequeño cementerio situado al otro lado del muro del patio exterior en el lado oeste de la iglesia. Debido a su pequeño tamaño se quedó escaso, y se construyó el nuevo cementerio. Buscando sobre el terreno aún pueden observarse sobre la hierba viejas lápidas de metal oxidado que recuerdan que en este punto se encontraba el antiguo camposanto.